# Cancel culture
Cancel culture hay văn hoá tẩy chay là cụm từ đương đại xuất hiện từ cuối những năm 2010 và đầu những năm 2020 để nói đến văn hóa trong đó người ta tẩy chay hoặc xa lánh những người được cho là đã hành động hoặc nói năng theo một cách thức không thể chấp nhận được nào đó. Thuật ngữ "văn hóa cancel" được sử dụng chủ yếu khi những phản ứng trên là dành cho những hành động hoặc lời nói của cánh hữu, nhưng hiếm khi khi là phản ứng là dành cho hành động hoặc lời nói của bên cánh tả.  Sự tẩy chay này có thể mở rộng đến những giới xã hội hoặc nghề nghiệp - cho dù là trên mạng xã hội hay trong giao tiếp trực tiếp - với hầu hết những vụ việc lớn liên quan đến những người nổi tiếng. Những người bị tẩy chay này được gọi là "bị cancel" (canceled). 
Cách diễn đạt "văn hóa cancel" lưu hành từ cuối những năm 2010 và đầu những năm 2020 và chủ yếu mang hàm ý tiêu cực, thường được sử dụng một cách mang tính bút chiến bởi những người coi mình là người ủng hộ quyền tự do ngôn luận và chống lại kiểm duyệt. Thuật ngữ "văn hóa call-out" (call-out culture) là một cách diễn đạt thường được hiểu là tích cực hơn cho cùng một khái niệm.
Một số phê bình cho rằng văn hóa cancel có ảnh hưởng tiêu cực đến diễn ngôn công (public discourse) và không năng sản, không mang lại thay đổi xã hội thực sự, gây ra sự không khoan dung và dẫn đến bắt nạt trên mạng (cyberbulling). Số khác lập luận rằng lời kêu gọi cancel (cancelation), bản thân chúng cũng chính là một hình thức của tự do ngôn luận, và rằng chúng thúc đẩy trách nhiệm giải trình cũng như trao tiếng nói cho những người bị tước mất quyền (disenfranchised people). Số khác nữa thì đặt câu hỏi rằng liệu rằng văn hóa cancel có thực sự là một hiện tượng đương đại hay không, với lập luận rằng các hình thức tẩy chay tương tự đã tồn tại từ lâu. Trong khi các cuộc tẩy chay được nhiều người mô tả là cancel  có gây ảnh hưởng đến sự nghiệp của một số nhân vật của công chúng, những người khác có phàn nàn về sự cancel (cancelation) trong khi vẫn tiếp tục sự nghiệp của họ như trước.